# 616 v.Chr.

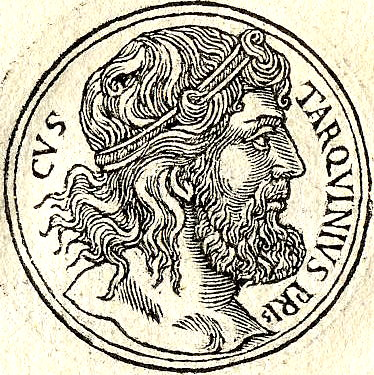
Lucius Tarquinius Priscus (616 - 578 v.Chr.)

Het jaar 616 v.Chr. is een jaartal volgens de christelijke jaartelling.

## Gebeurtenissen

### Babylonië
- Koning Nabopolassar maakt plannen om Assyrië binnen te vallen.

### Egypte
- Farao Psammetichus I besluit Assur te steunen, vanwege het opkomende Babylon.
- Palestina wordt weer bij het Egyptische Rijk ingelijfd.

### Italië
- De Etruskische koning Lucius Tarquinius Priscus wordt heerser over Rome.

## Overleden
- Ancus Marcius, koning van Rome